# Seversky P-35
El Seversky P-35 va ser un avió de caça fabricat als Estats Units per la companyia Seversky Aircraft a finals dels anys 1930. Contemporani del Hawker Hurricane britànic i del Messerschmitt Bf 109 alemany, el P-35 va ser el primer caça monoplaça del Cos Aeri de l'Exèrcit dels Estats Units amb les tres característiques pròpies d'un caça modern de la seva època: construcció completament metàl·lica, tren d'aterratge retràctil i cabina de pilotatge tancada.

## Disseny i desenvolupament
El P-35 va sorgir com un prototip d'un caça biplaça construït per la Seversky Aircraft Corporation, responent a una sol·licitud de la USAAC a la que es demanava un nou caça,que va ser denominat Seversky SEV-2XP, però mentre estava sent avaluat, al juny de 1935, va resultar prou danyat com per ser retornat a la fàbrica per a la seva reparació.
El dissenyador de la companyia, Alexander Kartveli, va aprofitar l'oportunitat per introduir un tren d'aterratge retràctil i reformar la cabina en una configuració monoplaça; en conseqüència, l'avió va ser rebatejat SEV-1XP. Quan la USAAC el va provar, es va constatar que li faltava potència, de manera que el seu motor radial Wright R-1820-G5 Cyclone va ser substituït per un motor de 14 cilindres Pratt & Whitney R-1830-9 de 709 kW, passant-se a anomenar SEV-7 que l'USAAC anomenaria com a P-35.

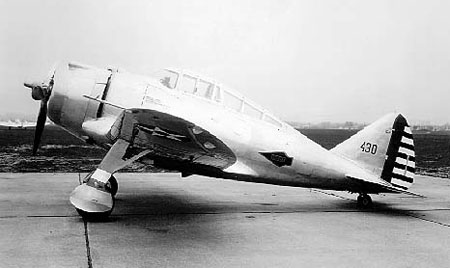
Seversky XP-41

Els 76 avions encarregats per la Força Aèria van ser lliurats entre juliol de 1937 i agost de 1938. L'últim del lot seria completat en una variant millorada denominada XP-41, que va alçar el vol poc temps abans que la companyia canviés el seu nom pel de Republic Aircraft Corporation. De fet, el XP-41 va ser el prototip del Republic P-43 Lancer. El XP-41 utilitzava un motor Twin Wasp R-1830-19 d'1.200 cv, tenia una velocitat màxima de 520 km/h i un abast de 2.300 km. El 1939 va participar en la competició de caça contra el Curtiss XP-40, el Curtiss Hawk 75 i el XP-37 (Curtiss Modelo 75).
El P-35 va ser ofert per a l'exportació i el govern suec va encarregar els primers 15 avions d'un lot de 120, anomenats EP-106, que diferien primordialment per muntar un motor R-1830-45 més potent, i un armament més pesant. Quan ja la meitat d'ells havien estat entregats els Estats Units van declarar un embargament contra l'exportació d'armes a qualsevol país que no fos Gran Bretanya pel que els 60 restants van ser requisats per la USAAC i incorporats a les seves files com a P-35A. Aquests aparells van ser escombrats pels japonesos a les Filipines, doncs només vuit de 48, romanien en estat de vol després dels dos primers dies d'atacs enemics. Això va suposar l'últim desplegament operatiu d'aquest model; els dotze restants van ser venuts a Equador.

## Versió civil
El 1937 Seversky va desenvolupar també una versió del P-35 per a ús civil que va ser batejat com a Sev-2 que era pràcticament idèntic al seu model militar. Els tres darrers trofeus Bendix, des de 1937, van ser guanyats amb aquest model d'avió.